# Melanconis spodiaea
Melanconis spodiaea är en svampart som beskrevs av Tul. & C. Tul. 1856. Melanconis spodiaea ingår i släktet Melanconis och familjen Melanconidaceae.  Arten är reproducerande i Sverige. Inga underarter finns listade i Catalogue of Life.